# Якоб Зандрарт

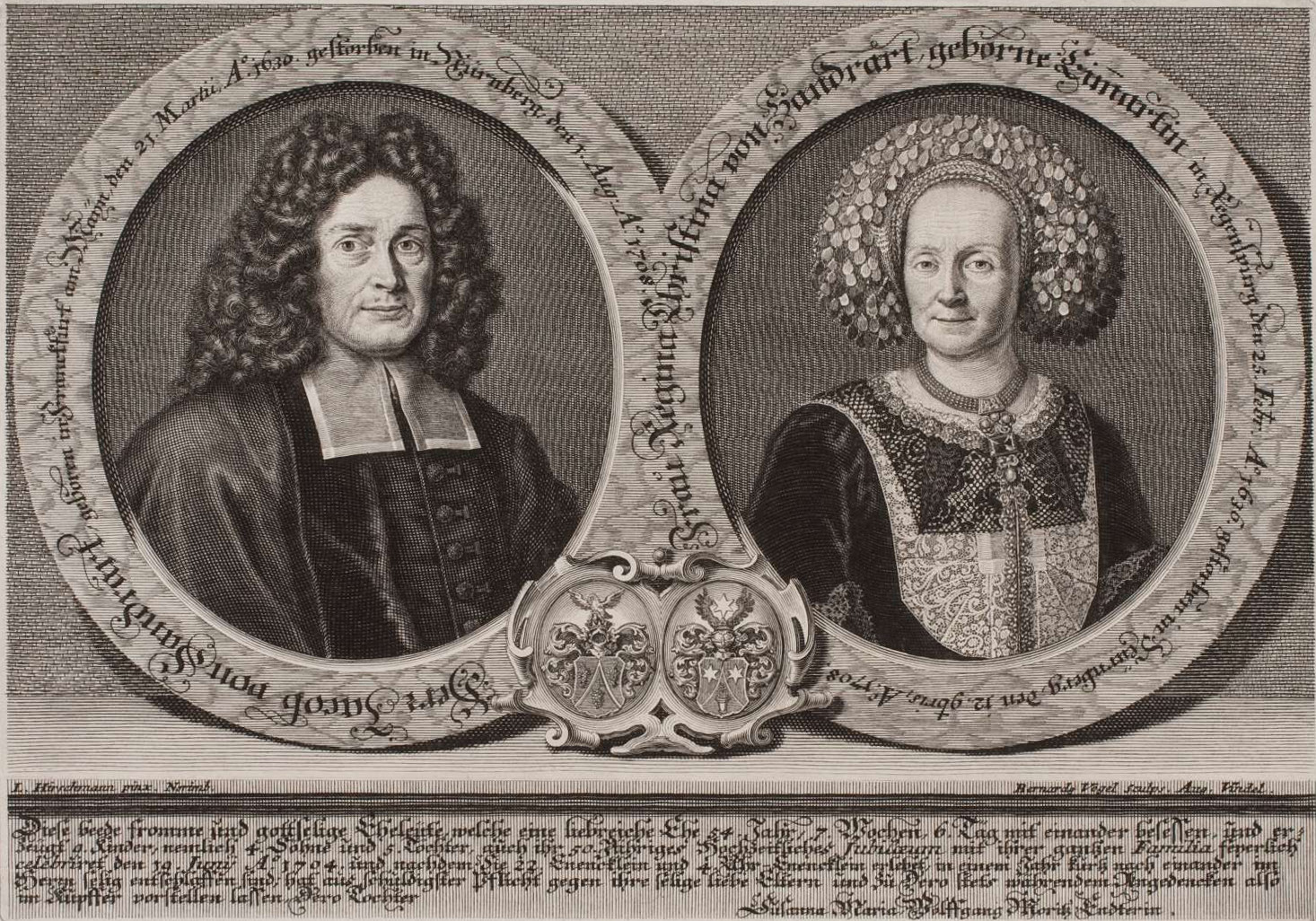
Jacob and Regina Christina von Sandrart

 Якоб Зандрарт  (нім. Jakob von Sandrart; 1630, Німеччина — 1708) — німецький картограф нюрнберзький гравер, художник і видавець.

## Життєпис
У своїх працях не тільки приділив значну увагу землям України, а й визначив її як окрему територію. Є відомості, які дають змогу стверджувати, що Я. Сандрарт був знайомий з Г. Бопланом і саме від нього почерпнув чимало знань про нашу країну. Крім того, він вчився у Гданську у Вільгельма Гондіуса, який є першим гравером Генеральної карти України (1648) і видавцем більшості основних карт України Боплана..

## Карти України
1675 р. Карта — «Nova totius Regni Poloniæ Mag'nique Ducatus Lituaniæ cum suis Palatinabus ac confiniis Exacta Delineatio per G. le Vasseur de Beauplan..» (Нова карта усього Польського королівства, Великого князівства Литовського разом з їхніми воєводствами та межами. Укладена капітаном і військовим архітектором Г. Ле Вассером де Бопланом). Українські історико-географічні землі представлені Підляшшям (Podlachiæ Pal), Поліссям (Polesia), Верхньою (Volhyniae Citerioris) та Нижньою (Volhyniæ Ulterior) Волинню, які займають Луцьке воєводство; Червоною Руссю (Russia Rubra), що на карті охоплює землі Львівського воєводства (Palatinatus Lemburgienfis), Поділлям (Podolia); Холмським та Белзьким воєводствами; на півночі — Чернігівським та Новгород-Сіверським князівствами. Землі Брацлавського (Palatinatus Braclavienfis) та Київського (Palatinatus Kijowienfis) воєводств названа Україною (Ukraina). Територія в межиріччі Дністра і Дніпра, а також на лівому березі Дніпра названі Диким Полем (Саmрі Deferti). На Дніпрі, в околицях Кодака (Kudak), позначено цифрами 13 порогів (Porowys du Nieper)..